# Колобова, Елена Викторовна
Елена Викторовна Колобова (род. 21 мая 1961 года, Подпорожье, Ленинградская область, СССР) — советская и российская художница неофициального искусства, автор литературных трудов, коллекционер изобразительного искусства.

## Биография
Училась основам изобразительного искусства в творческой студии и мастерской Нестреляя В. И. и в Ленинградском педагогическом институте имени А. С. Пушкина. Закончила Ленинградский институт водного транспорта, где познакомилась с искусствоведом и коллекционером ленинградского неофициального искусства второй половины XX века Благодатовым Н. И., который был её преподавателем. Знакомство с его уникальной коллекцией связали её жизнь с миром искусства и коллекционирования. Она лично знакомится и сотрудничает с представителями неофициального искусства с художниками «Арефьевского круга» и другими представителями представителями неофициального искусства — Рихардом Васми, Анатолием Зверевым, Шоломом Шварцом, Владимиром Яковлевым, Неметом Миклошем (Венгрия),Наттой Конышевой и другими. С 2022 года Елена Колобова состоит в Профессиональном Союзе художников России и состоит в Едином художественном рейтинге. Она пишет в разных направлениях и стилях: авангардизм, фовизм, примитивизм, супрематизм и так далее.
Символично сегодня сейчас звучат слова Анатолия Зверева:

…рисуй свои квадраты до бесконечности, до отрыжки, а остальное все придет… и выставки, и признание… — 
В 2021 году художница выпустила уникальную монографию «Прошлое, далекое-близкое» в которой описала многочисленные встречи с художниками «Арефьевского круга», неофициального искусства и некоторыми современными художниками. Работы Колобовой представлены в таких коллекциях как: Тольяттинский художественный музей, Мурманский областной художественный музей, Художественный музей Милуоки, Екатеринбургский музей изобразительных искусств, коллекция К. Богемской и А. Турчина., коллекция неофициального искусства Благодатова Н. И.,Музей искусства модернизма и др.

## Творчество
Творческое наследие Елены Колобовой насчитывает более тысячи живописных и графических работ. Её творчеству присущи врожденное чувство цвета и композиции, её изобразительные мотивы лаконичны и не обременены ученическим академизмом. Творчество художницы пронизано диалектикой жизнеутверждения в звучании красок и абсолютной доброты человеческой непосредственности. Живопись и графика Елены регулярно экспонируется на многих выставках как в России, так и за рубежом. Вот что о её творчестве пишет кандидат искусствоведения Епишин А. С.

"Елена не стремится ни подражать, ни превзойти натуру, еще в меньшей степени — добиться точного ее воспроизведения. Она трактует окружающую действительность на свой лад, руководствуясь собственным воображением и вкусом, демонстрируя до какой степени натренирована ее творческая память. Круг тем и образов Колобовой очень широк. Она профессионально работает в разных жанрах: ее увлекает и портрет, и натюрморт, и пейзаж. Обладая врожденным чувством целого, автор как никто умеет сочетать множество разнородных традиций, практик и стилей". — 
Знакомство с коллекцией Благодатова Н. И. стало для Е. Колобовой «вторым искусством». С середины 1980-х гг. она пополняет свою коллекцию неофициального искусства, в которую вошли работы Владимира Яковлева, Рихарда Васми, Анатолия Зверева, Немета Миклоша, Натты Конышевой,Кати Медведевой, Боба Кошелохова, Татьяны Гринберг, Глухова Александра и так далее. В 1984 году она знакомится с Талочкиным Л. П., московским коллекционером современного искусства и дарит ему свои работы. В 2016 году коллекция работ Талочкина из музея «Другое искусство» перешла в собрание Государственной Третьяковской Галереи. На счету Колоьовой Е. В. более 50 выставок, например: выставки «Осень» (2005—2009, 2014, 2015 года) Санкт-Петербургский Союз художников; выставки в Финляндии: г. Оулу (2001, 2016), в г. Йямся (2015, 2018), в г. Нивала (2016, 2020).; "Рождественская выставка 2009 года. «Манеж». Санкт-Петербург; персональные выставки в г. Подпорожье (Государственный краеведческий музей). 2012, 2014, 2015, 2018—2022 и др.